# Lilas (Van Gogh)
Pour les articles homonymes, voir Lilas.
Le Lilas est un tableau de Vincent van Gogh conservé au musée de l'Ermitage de Saint-Pétersbourg.

## Histoire
Ce tableau a été peint par Van Gogh en mai 1889, alors que l'artiste se faisait soigner à Saint-Rémy-de-Provence à l'hôpital d'aliénés du docteur Peyron. Ce lilas se trouvait dans le jardin de l'hôpital où Van Gogh était soigné. L'expression dramatique de ces moments est retranscrite dans le mouvement de l'arbuste en fleurs.
Quand il arriva à l'asile, on lui interdit pendant le premier mois de se promener dans la campagne, c'est dans ce jardin qu'il composa ses études de fleurs les plus fameuses. Il pensait que la communion avec la nature - quelle que fût sa forme - devait permettre d'entrer en contact avec le sublime, « avec [...] ce quelque chose là-haut [...] incompréhensible. »